# Cough/Cool
«Cough/Cool» es el primer sencillo de la banda estadounidense The Misfits. Fue grabado en el estudio Rainbow en junio de 1977 y publicado en agosto de ese mismo año. Sin embargo, solo 500 copias fueron impresas.
Manny Martínez primer baterista de la banda dijo que había un lote de canciones que junto a Glenn Danzig habían compuesto, sin embargo esas canciones nunca vieron la luz, Manny las conserva en cintas de cassette. Solo salieron a la luz Cough/Cool que fue la primera en ser grabada en un estudio junto con She.

## Listado de temas
Ambos compuestas por Glenn Danzig.

### Lado A
- «Cough/Cool» – 2:14

### Lado B
- «She» – 1:22

## Personal
- Glenn Danzig – voz y teclado.
- Jerry Only – bajo eléctrico (acreditado como Jerry Caifa en lugar de Caiafa por un error de Danzig).
- Manny Martínez – batería.

- Datos: Q647300